# Episodi di Conan (seconda stagione)
La seconda stagione della serie animata Conan è andata in onda sul canale britannico BBC dal 13 settembre al 23 novembre 1993.
| nº | Titolo originale                   | Titolo italiano             | Prima TV UK       | Prima TV Italia |
| -- | ---------------------------------- | --------------------------- | ----------------- | --------------- |
| 1  | Tribal Warfare                     |                             | 13 settembre 1993 |                 |
| 2  | Curse of Axh'oon                   |                             | 14 settembre 1993 |                 |
| 3  | Master Thief of Shadizar           |                             | 15 settembre 1993 |                 |
| 4  | The Vengeance of Jhebbel Sag       |                             | 16 settembre 1993 |                 |
| 5  | The Red Brotherhood                |                             | 17 settembre 1993 |                 |
| 6  | Thunder and Lightning              |                             | 20 settembre 1993 |                 |
| 7  | The Crevasse of Winds              |                             | 21 settembre 1993 |                 |
| 8  | Hanuman the Ape God                |                             | 22 settembre 1993 |                 |
| 9  | Isle of the Naiads                 | L'isola delle Naiadi        | 23 settembre 1993 |                 |
| 10 | In Days of Old                     |                             | 24 settembre 1993 |                 |
| 11 | Birth of Wrath-amon                |                             | 27 settembre 1993 |                 |
| 12 | Earthbound                         |                             | 28 settembre 1993 |                 |
| 13 | The Treachery of Emperors          | la promessa dell'imperatore | 29 settembre 1993 |                 |
| 14 | A Needle in a Haystack             | la spada del destino        | 30 settembre 1993 |                 |
| 15 | Return to Tarantia                 |                             | 1 ottobre 1993    |                 |
| 16 | The Book of Skelos                 | il libro di Skelos          | 4 ottobre 1993    |                 |
| 17 | Labors of Conan                    |                             | 5 ottobre 1993    |                 |
| 18 | The Amulet of Vathelos             |                             | 6 ottobre 1993    |                 |
| 19 | The Final hours of Conan           |                             | 7 ottobre 1993    |                 |
| 20 | An Evil Wind in Kusan              | un combattimento in volo    | 8 ottobre 1993    |                 |
| 21 | Blood of my Blood                  | Sangue del mio sangue       | 11 ottobre 1993   |                 |
| 22 | Dragon's Breath                    | La Roccia del Drago         | 12 ottobre 1993   |                 |
| 23 | The Queen of Stygia                | Eterna Giovinezza           | 13 ottobre 1993   |                 |
| 24 | Nature of the Beast                |                             | 14 ottobre 1993   |                 |
| 25 | City of the Burning Skull          |                             | 15 ottobre 1993   |                 |
| 26 | Son of Atlantis                    |                             | 18 ottobre 1993   |                 |
| 27 | Conan Rides Again                  |                             | 19 ottobre 1993   |                 |
| 28 | Down to the Dregs                  |                             | 20 ottobre 1993   |                 |
| 29 | Dregs-amon the Great               |                             | 21 ottobre 1993   |                 |
| 30 | The Wolfmother                     |                             | 22 ottobre 1993   |                 |
| 31 | Conan of the Kosaki                |                             | 25 ottobre 1993   |                 |
| 32 | Torrinon Returns                   |                             | 26 ottobre 1993   |                 |
| 33 | The Frost Giant's Daughter         | il re ingannato             | 27 ottobre 1993   |                 |
| 34 | Cornucopia of Grondar              | la cornucopia di Grondar    | 28 ottobre 1993   |                 |
| 35 | When Tolls the Bell of Night       | i fiori della luna piena    | 29 ottobre 1993   |                 |
| 36 | The Last Dagger of Manir           | l'ultimo Pugnale di Manir   | 1 novembre 1993   |                 |
| 37 | Thorns of Midnight                 |                             | 2 novembre 1993   |                 |
| 38 | The Vale of Amazons                | La valle delle Amazzoni     | 3 novembre 1993   |                 |
| 39 | Bones of Damballa                  |                             | 4 novembre 1993   |                 |
| 40 | Turnabout is Foul Play             |                             | 5 novembre 1993   |                 |
| 41 | The Once and Future Conan          |                             | 8 novembre 1993   |                 |
| 42 | The Sword of Destiny               | La Spada del Destino        | 9 novembre 1993   |                 |
| 43 | Sword, Sai, & Shuriken             |                             | 9 novembre 1993   |                 |
| 44 | Full Moon Rising                   |                             | 10 novembre 1993  |                 |
| 45 | The Stealer of Souls               | il ladro di anime           | 11 novembre 1993  |                 |
| 46 | Amra the Lion                      |                             | 12 novembre 1993  |                 |
| 47 | Escape of Ram-amon                 | La fuga di Ram-Amon         | 15 novembre 1993  |                 |
| 48 | The Star-Metal Monster             |                             | 16 novembre 1993  |                 |
| 49 | Into The Abyss                     |                             | 17 novembre 1993  |                 |
| 50 | A Serpent Coils the Earth (Part 1) |                             | 18 novembre 1993  |                 |
| 51 | A Serpent Coils the Earth (Part 2) |                             | 19 novembre 1993  |                 |
| 52 | A Serpent Coils the Earth (Part 3) |                             | 23 novembre 1993  |                 |